# التوحد عالي الأداء
التوحد عالي الأداء (HFA) هو مصطلح يطلق على الأشخاص المصابين بالتوحد والذين يُعتبرون من نوع «أسمى أداء» (من حيث حاصل الذكاء لدى الأشخاص المصابين بمرض التوحد حوالي70 أو أكبر) من الأشخاص الآخرين المصابين بمثل هذا المرض. من الممكن أن يعاني الأشخاص المصابون بمتلازمة HFA أو أسبرجر عجز في مجالات التواصل والتعرف على المشاعر والتعبير عن مافي داخلهم والتفاعل الاجتماعي. HFA ليس تشخيصًا مشهور به في DSM-5 أو ICD-10.
مقدار التشابه بين HFA ومتلازمة أسبرجر وموضع الخلاف
بين HFA و متلازمة أسبرجر عارض عليها.

## المميزات
يتميز التوحد عالي الأداء بميزات متشابه جدا بمتلازمة أسبرجر السمة المميزه المعترف بها على نطاق واسع من قبل علماء النفس: هي تأخير في تطوير مهارات النطق واللغة المبكره قبل سن ثلاث سنوات. المعايير التشخيصية لمتلازمة أسبرجر تستبعد التأخير في اللغة العام.
تحتوي الاختلافات المضافه في الميزات بين الأشخاص المصابين بالتوحد عالي الأداء وأيضا بين الأشخاص الذين يعانون من متلازمة أسبرجر مايلي:
- الأشخاص الذين يعانون من HFA لديهم قدرة لفظيه أقل ومهارات بصرية وامكانيه أفصل (معدل ذكاد عالي) من الأشخاص المصابين بمتلازمة اسبرجر
- الأشخاص الذين يعانون من HFA لديهم قدرة تحرك أقل وانحراف من الأشخاص المصابين بمتلازمة اسبرجر
- الأشخاص الذين يعانون من HFA لديهم مشاكل في العمل والفصول والاهتمام بأشياء مختلفه على عكس الأشخاص المصابين بمتلازمة اسبرجر
- الأشخاص الذين يعانون من متلازمة أسبرجر أفضل في التعاطف مع نسبة الذكور والانلث من 4:1 الHFA هي أصغر من متلازمة أسبرجر.

الأفراد الذين يعانون من مرض، «التوحد عالي الأداء،» أكثر نسبة يتعرضون إلى القلق. فإن القلق هو أحد أكثر أعراض في وقتنا الحاضر بما يخص الصحة العقليه، للاسف أن الأطفال والمراهقين الذين يعانون من مرض التوحد عالي الأداء يكونون أكثر تطور بالإصابة بهذا المرض.
هناك أمراض مصاحبة لمرض التوحد عالي الأداء مثل، وجود اضطراب واحد أو أكثر للمريض، بالإضافة إلى الاضطراب الأساسي، المرتبط بالتوحد عالي الأداء. ومن الامثله عليها: الاكتئاب، والاضطراب الثنائي القطب، والوسواس القهري (الوسواس القهري). على وجه العلاقة بين HFA وOCD، التي تمت دراستها بدقة؛ كلاهما لديه تشوهات مرتبطة بالسيروتونين.
الأمراض المرتبطة والمرئية بـ HFA تشمل فرط الحركة وتشتت الاتتباه، ومتلازمة توريت، وربما السلوك الإجرامي. وبأضافة من أن العلاقة بين HFA والسلوك الإجرامي غير واضحه، فقد بنيت العديد من الدراسات أن الميزات المرتبطة بـ HFA قد تزيد من احتمال لجوء المريض إلى السلوك الإجرامي. وهنالك العديد من البحوث تستعين بالقيام بها في هذا المجال، تشير الدراسات الحديثة حول العلاقة بين HFA والاعمال الجنائية إلى أن هناك حاجة ماسه لفهم مميزات HFA التي قد تؤدي المريض لفعل سلوك عنيف. كانت هناك العديد من دراسات التي تربط من عدم وجود أي تعاطف والسذاجة الاجتماعية المرتبطة HFA إلى الإعمال الجنائية.
HFA لايشمل العلاقة الدهنيه ويتميز أكثر عن بقية أنواع التوحد مابين 40 و50 من الأفراد المصابين بالتوحد يعانون أيضا من الإعاقة الذهنية.

## الأسباب
على الرغم من أن القليل من الناس يعرفون عن الأساس البيولوجي للتوحد فقد كشفت الدراسات على العديد من التشوهات الهيلكية في مناطق معينه من المخ والتي تشمل وتم تحديدها في المخ «الاجتماعي» اللوزة، التلفيف الصدغي، منطقة التلفيف المغزلي والقشرة الأمامية المدارية. وقد استنتجوا العديد من التشوهات النواة الذيلية، التي يُعتقد الناس انها مرتبطه بالسلوكيات النفسيه، وأيضا زيادة كبيرة في كمية المادة الرمادية القشرية والاتصال غير الصحيح بين أنسجة المخ.
هناك العديد من الاعتقادات الخاطئة بأن اللقاحات، مثل MMR، لقاح الحصبة / النكاف، قد تسبب مرض التوحد. استشهاد بهذه النظرية بحثية التي نشرها أندرو ويكفيلد، والتي تم تحديدها. أشارات نتائج هذه الدراسة ان الايباد الذين يخرجون اللقاحات من أطفالهم يمكن أن تسبب لهم الإعاقة الدهنيه أو الموت؛ لم يتم استناد الصحيح بأن بعض اللقاحات تسبب مرض التوحد من خلال دراسات متعددة واسعة النطاق التي أجريت في اليابان والولايات المتحدة ودول أخرى.
يتم فحص الحالات المتعلقه بالتوحد عادة بعمر 35 شهرا، أي قبل تلك الفترة بكثير. هذه التشخيص هو السبب الرئيسي في التأخير في النطق واللغة. بالاضافه إلى وجود جهاز قياسي واحد قياسي مستخدم لـ HFA، فإن أحد أكثر الأدوات المستخدمه للكشف المبكر عن هذا المرض هي الاستبيانات الاجتماعية. إذا كانت نتائج الاختبار تدل إلى اضطراب التوحد، فقد يؤدي التقييم الشامل إلى تشخيص HFA. تشمل بعض الخصائص المستخدمة لتشخيص فرد مصاب بمرض التوحد عدم وجود اتصال بالعين والمشاعر والعجز في التفاعلات الاجتماعية. جدول مراجعة تشخيص تشخيص التوحد وجدول تشخيص تشخيص التوحد هما تقييمان مستخدمان في عملية التشخيص القياسية.
يوجد نوعان من التصنيفات في التفاعل الاجتماعي المرتبطة بـ HFA. التصنيف الأول هو أسلوب تفاعل اجتماعي فعال ولكنه غامض يصنفه بأعراض اضطراب عدم اتزان الحركة وقلة الانتباه وسوء أداء الجهاز التنفيذي والمشاكل النفسية والاجتماعية. يمكن أ أيضا ان يتتسبب في صعوبة التحكم في النبضات في السلوكيات الاجتماعية الفعاله ولكن الشي الغريب انه موجود في بعض الأطفال المصابين بمتلازمة هيفن. نوع التفاعل الاجتماعي الثاني هو أسلوب السلبي. يتميز هذا الأسلوب بعزله عن المناسبات الاجتماغية وقد يكون سببًا للقلق الاجتماعي.

## المعالجة
تعالج علاجات HFA الأعراض الفردية التي تصيب الشخص، بدلاً من الحالة ككل. ومن الأمثلة، علاج القلق، الذي غالبا مايرتبط بـ HFA، فإن العلاج الرئيسي لمرض السرطان هو العلاج السلوكي المعرفي. فإن هذا العلاج أكثر مفيد تم اختباره للمرض القلق فأن لايلبي جميع الاحتياجات المرتبطه ب HFA. هنالك العديد جدا من النقاشات حول دور الوالدين في قلق الأطفال والمراهقين. هناك نسخة من العلاج السلوكي المعرفي لدى المدرسين والإبقاء الذين يلعبون دورا مهما كمدربين اجتماعيين لمساعدة الأطفال أو الشباب لمواجهة المشاكل التي يواجهونها. وهنالك العديد من التجارب التي تثبت مشاركة الوالدين في حياة الأطفال بالقلق المرابط بHFA أمر مهم.
لا يوجد مداخلة واحده لمساعدة الأفراد المصابين بمرض التوحد عالي الأداء. بإضافة إلى ذلك هناك العديد من
استراتيجيات استباقية، مثل الرعاية الذاتية والإدارة الذاتية، والمصممة للحفاظ على أو تغير السلوك لصنع الحياة مع مرض التوحد عالي الأداء أكثر سهولة تهدف الاستراتيجيات الإدارة الذاتيه إلى تزويد المهارات الضرورية لتنظيم السلوك الذاتي ممايؤدي إلى مستويات كبيره من الاستقلال يوفر تحسين مهارات الإدارة الذاتيه للفرد بإن يكون أكثر اعتماد على النفس بدلا من الاستعانة على مصدر خارجي للإشراف أو التحكم به المراقبة الذاتيه هي خلفية وليست بنيه صلبه مصصمة لتشجيع الاستقلال والتحكم الذاتي ليست لجميع الناس إنه يتطلب اهتمام ورعاية الفرد مع مرض التوحد عالي الأداء وكذلك الشخص الذي يشرف عليهم.
إطار لبناء الرقابة الذاتيه يرد أدناه
- تحديد سلوكيات الهدف الإيجابية وتشكيل بدائل السلوك التي هي إيجابي وبناءة.
- نشر تسجيل ذاتي لصحفية الورقية يمكن أن نتأكد البقاء على تحديد الأهداف والاحتفاظ بها.

الهدف من الرقابة الذاتيه هو تنفيذ الرقابة الذاتية بشكل مستقل دون أن يدفعهم إلى ذلك.

## الانتقاد الموجه لاداء سير العمل
العديد من نشطاء حقوق التوحد لايوافقون مع تصنيف الأفراد إلى «مرض التوحد عالي الأداء» واإلى «مرض التوحد منخفض الأداء» ينص على أن المرض التوحد منخفض الأداء تجعل الناس ينظرون على الطفل بتوقعات منخفضة ويرون أن مرض التوحد منخفض الأداء أنهم أقل. إضافة إلى ذلك يوضح منتقديين العلامات على أن اداد الفرد يمكن أن يتغير من يوم إلى أخر وأن الفئات لاتأخذ في عين الاعتبار.